# Kepler-62 f
Kepler-62 f (noto anche come KOI-701.04) è un pianeta extrasolare orbitante attorno alla stella Kepler-62, una nana arancione distante 1200 anni luce dal sistema solare, situata nella costellazione della Lira.
L'esopianeta si trova nella zona abitabile ed è quindi ritenuto probabile che sia presente acqua liquida sulla superficie.

## Caratteristiche
Il pianeta, con un raggio 1,4 volte quello terrestre, è probabilmente una super Terra con superficie solida, e si trova nella zona abitabile della stella, dove è possibile la presenza di acqua liquida in superficie.

### Abitabilità
La temperatura indicativa di equilibrio è stimata in 208 K, che con un effetto serra come quello terrestre arriverebbe attorno ai 243 K, tuttavia, essendo il pianeta un po' più grande della Terra, è possibile che abbia un'atmosfera più densa in grado di trattenere maggiormente il calore, rispetto al valore indicativo citato dal Planetary Habitability Laboratory dell'Università di Arecibo in Porto Rico, così come avviene per esempio per Venere, che pur avendo una temperatura d'equilibrio più bassa di quella terrestre a causa dell'alta albedo, ha una temperatura superficiale effettiva estremamente più alta di quella del nostro pianeta (737 K).
Esiste la possibilità che sia un pianeta oceanico, anche se con un raggio "solo" del 40% superiore a quello terrestre non dovrebbe essere di natura gassosa come un mininettuno. Nonostante riceva solo il 41% del flusso radiante che riceve la Terra dal Sole, è stato calcolato che basterebbe un'atmosfera ad una pressione di 1,6 bar perché la temperatura aumenti fino al punto di scongelamento dell'acqua, mentre con una pressione di 5 bar potrebbe salire a 284–290 K (11–17 °C), ossia a una temperature media molto simile a quella terrestre.
Considerando anche che ruota attorno a una nana arancione, più stabile di una nana rossa, Kepler-62 f è considerato, dopo ulteriori studi del 2015, come uno dei migliori candidati tra i pianeti potenzialmente abitabili. Nel 2016 alcuni scienziati dell'Università della California hanno affermato che sono possibili diversi scenari che consentono l'abitabilità all'esopianeta, in base a simulazioni computerizzate dove sono stati considerati parametri orbitali e atmosferici diversi.
Considerando l'ipotesi che il pianeta abbia un'atmosfera di tipo terrestre, il suo Earth Similarity Index è pari a 0,67.